# Raia-borboleta
A raia-borboleta (nome científico: Gymnura altavela) é uma espécie de raia na família Gymnuridae. Mede de 1 a 2 m de comprimento e nada de 1 aos 70 metros de profundidade. É nativa do Oceano Atlântico.